# Theodor Rosetti

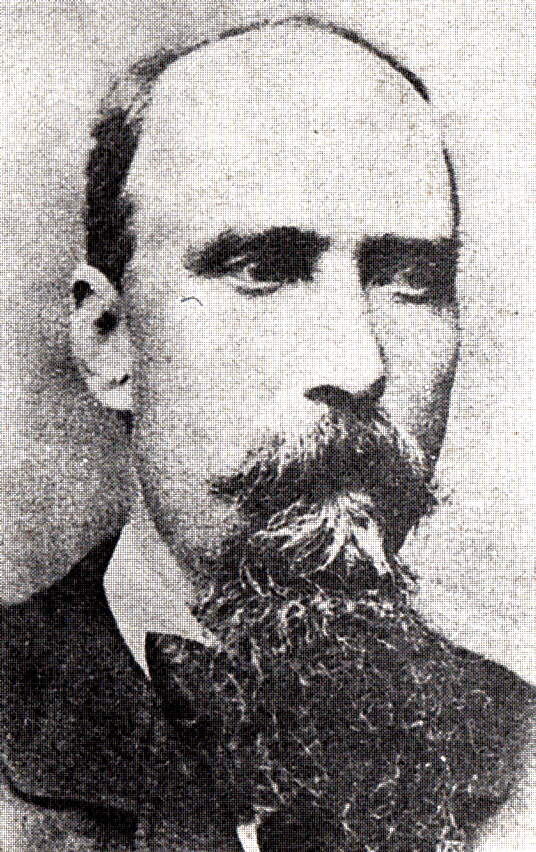
Theodor Rosetti

Theodor Rosetti (* 5. Mai 1837 in Vaslui-Solești; † 17. Juli 1923 in Bukarest) war ein rumänischer Schriftsteller, Journalist, Jurist, Diplomat, Politiker und Staatsmann.

## Leben
Er war der Sohn von Gheorghe Rosetti und Caterina Sturdza sowie der Bruder von Elena Cuza, der späteren Ehefrau von Fürst Alexandru Ioan Cuza. Rosetti studierte Finanz- und Politikwissenschaft in Lemberg und Wien sowie Rechtswissenschaften in Paris. Nach dem Studium war er unter anderem Richter in Iași und Hochschullehrer an der Fakultät für Rechtswissenschaften der Universität Iași. 
Theodor Rosetti gehörte 1863 zu den Gründungsmitgliedern der literarischen Gesellschaft Junimea aus der später die konservative Partei der Junimisten entstand. Als Diplomat leitete er 1872 in Berlin die erste diplomatische Vertretung Rumäniens. Anschließend folgte sein politischer Aufstieg bis zum Ministerpräsidenten des Landes. In der Zeit vom 7. Januar 1875 bis 31. März 1876 war er Landwirtschaftsminister im Kabinett Catargiu.  Theodor Rosetti übernahm das Amt Ministerpräsidenten vom 23. März 1888 bis 11. November 1888 bzw. vom 12. November 1888 bis 26. März 1889 im sogenannten „Junimistenkabinett“. In der ersten Amtsperiode besetzte er gleichzeitig den Posten des Innenministers. 
Zudem bekleidete er weitere Ämter. In der Zeit vom 12. November 1888 bis 22. März 1889 war Rosetti Präsident des Ministerrates und vom 5. November 1889 bis 15. November 1890 Justizminister sowie bis 1885 Gouverneur der Nationalbank. Außerdem wurde er 1891 Ehrenmitglied der Rumänischen Akademie und im Jahr 1906 Richter am Ständiger Schiedshof in Den Haag. In der Regierung Maiorescu war er vom 18. März 1912 bis zum 14. Oktober 1912 Finanzminister und ein Jahr später vom 27. März bis 3. Juli 1913 Präsident des Senats. Theodor Rosetti verstarb in Bukarest im Alter von 85 Jahren.